# Kimberly Kane
Kimberly Kane (Tacoma, 28 agosto 1983) è un'attrice pornografica e regista pornografica statunitense.

## Biografia e carriera pornografica
Kimberly Kane è nata a Tacoma e si è trasferita a Los Angeles per intraprendere la carriera pornografica all'incirca a 20 anni, ingaggiata dal regista Jack the Zipper per il suo primo film porno, Troubled Teens. Con Jack the Zipper ebbe anche il debutto da regista nel 2003 con Naked and Famous!, mentre nel 2006 debutta alla regia in solitario con Triple Ecstasy, prodotto dalla Vivid Entertainment.
Nel 2009 è stata scelta per interpretare Dana Scully nella parodia pornografica nota come The Sex Files: A Dark XXX Parody, con cui ha vinto il premio come miglior attrice agli AVN, XBIZ e XRCO Award. Ha interpretato, inoltre, il ruolo di Wonder Woman nella parodia pornografica di Axel Braun per cui ha vinto l'XBIZ come miglior scena in un film parodia e per cui le foto in costume di scena hanno avuto una notevole rilevanza. Nel 2016 è stata inserita nella Hall of Fame dagli AVN Awards.
In carriera ha girato oltre 800 scene e ne ha dirette 5, vincendo numerosi premi nei maggiori concorsi.

## Vita privata
Alle elezioni presidenziali del 2012 ha dato il suo sostegno a Barack Obama, dichiarandosi favorevole alla sua politica di assistenza sanitaria, diritti degli omosessuali e delle donne.

## Riconoscimenti
- AVN Awards
  - 2006 – Best Group Sex Scene (video) – Squealer con Smokey Flame, Audrey Hollander, Jassie, Otto Bauer, Scott Lyons, Scott Nails e Kris Slater[16]
  - 2006 – Best Oral Sex Scene (video) per Squealer con Jassie, Scott Lyons, Scott Nails e Kris Slater[17]
  - 2009 – Best All-Girl 3-Way Sex Scene per Belladonna's Girl Train con Belladonna e Aiden Starr[18]
  - 2010 – Best Actress (film) per The Sex Files: A Dark XXX Parody[19]
  - 2011 – Best Three-Way Sex Scene (G/G/B) per The Condemned con Krissy Lynn e Mr. Pete[20]
  - 2016 – Hall of Fame - Video Branch[21]
- XBIZ Award
  - 2010 – Acting Performance of the Year - Female per The Sex Files: A Dark XXX Parody[22]
  - 2016 – Best Sex Scene - Parody Release per Wonder Woman XXX: An Axel Braun Parody con Ryan Driller[23]
- XRCO Award
  - 2010 – Actress – Single Performance per The Sex Files: A Dark XXX Comedy[24]
  - 2011 – Best Actress[25]

## Filmografia

### Attrice
- Barely 18 7 (2003)
- Dangerous Lives of Blondes 2 (2003)
- Hot Showers 15 (2003)
- Jodie Moore Explains The Universe (2003)
- No Man's Land 39 (2003)
- Pretty New Girls 2 (2003)
- Teen Tryouts Audition 30 (2003)
- Vouyer Vision 1 (2003)
- Who's Your Daddy 4 (2003)
- Young Sluts, Inc. 16 (2003)
- 18 and Easy 1 (2004)
- Aftermath (2004)
- Art Of Oral Sex (2004)
- Barely Legal 45 (2004)
- Barely Legal 50 (2004)
- Barely Legal Ski Camp (2004)
- Barely Legal Summer Camp 2 (2004)
- Be with Me (2004)
- Belladonna: My Ass Is Haunted (2004)
- Campus Confessions 10: In New York (2004)
- Chix in the Mix 1 (2004)
- Cum Swapping Sluts 7 (2004)
- Cumstains 3 (2004)
- Defiled In Style (2004)
- Dinner Party 3: Cocktales (2004)
- Disturbed 2 (2004)
- Drop Sex 2 (2004)
- Early Entries 2 (2004)
- Epiphany (2004)
- Eye Candy 2 (2004)
- Eye Contact 27 (2004)
- Finally Legal 13 (2004)
- Foot Work (2004)
- Fresh New Faces 4 (2004)
- Girl Crazy 3 (2004)
- Girly Thoughts (2004)
- Hi-teen Club 7 (2004)
- Hold Still (2004)
- Innocence Baby Blue (2004)
- Jack's Playground 9 (2004)
- Kane's World: The Best of Kimberly Kane (2004)
- Latex Cops (2004)
- Little Titties Tight Holes 1 (2004)
- Make Me Cum (2004)
- Masturbation Mania (2004)
- Pop 2 (2004)
- Pussy Party 2 (2004)
- Pussyman's Decadent Divas 23 (2004)
- Reality Porn 1: Summer Luvin' (2004)
- Reality Sucks (2004)
- Screaming Orgasms 14 (2004)
- Seductress (2004)
- Space 2077 (2004)
- Squirting 101 3 (2004)
- Stuffin Young Muffins 1 (2004)
- Stuntgirl 1 (2004)
- Taboo 1 (2004)
- Tails From The Hollywood Hills (2004)
- Teens For Cash 2 (2004)
- Tera Tera Tera (2004)
- Terrible Teens 2 (2004)
- This Is the Girl (2004)
- Valley Girls 1 (2004)
- Welcome to the Valley 1 (2004)
- Wet Nurse (2004)
- Young Blonde Voyeurs 2 (2004)
- Young Girls' Fantasies 5 (2004)
- Young Natural Breasts 4 (2004)
- Amateurs and First Timers 2 (2005)
- Anal Sinsations (2005)
- Are We in Love (2005)
- Bathroom Bitches (2005)
- Beautiful / Nasty 3 (2005)
- Belladonna's Fucking Girls 2 (2005)
- Deep in Malezia (2005)
- Filthy (2005)
- Freeze Frame (2005)
- Harlot (2005)
- Inside The Pink Door (2005)
- Intrigue (2005)
- Janine's Got Male (2005)
- Key to Sex (2005)
- Legal Tender 2 (II) (2005)
- Lettin' Her Fingers Do The Walking (2005)
- Lick Between the Lines 1 (2005)
- Lovers Lane (2005)
- No Cocks Allowed 1 (2005)
- Polarity (2005)
- Riot Sluts 2 (2005)
- Rough and Ready 2 (2005)
- Rub My Muff 2 (2005)
- Size Queens (2005)
- Spiked (2005)
- Squealer (2005)
- Striptease Seductions (2005)
- Stuntgirl 2 (2005)
- Teasers (2005)
- Teasers 2 (2005)
- Teasers: Side B (2005)
- Teen Screamers 5 (2005)
- Visitors (2005)
- What is Erotic? (2005)
- Wild College Coeds 4 (2005)
- All About Keri (2006)
- Altered Minds (2006)
- Anal Athletes 2 (2006)
- Aria's Sexxx Training Camp (2006)
- Assume the Position (2006)
- Attention Whores 8 (2006)
- Avenue X (2006)
- Barely Legal All Stars 7 (2006)
- Be My Bitch 2 (2006)
- Bitch and Moan 1 (2006)
- Carmen And Austyn (2006)
- Catalyst (2006)
- Crush: Lipstick Lovers (2006)
- Erocktavision 6: Get Cha Freak On (2006)
- Fem L'Amour (2006)
- Flesh and Fantasy (2006)
- Ghouls Gone Wild (2006)
- Girls Love Girls 2 (2006)
- Hair To Stay (2006)
- Hillary Scott Cock Star (2006)
- Houseguest (2006)
- Illicit Affairs (2006)
- Intimate Invitation 2 (2006)
- Lesbian Bukkake 6 (2006)
- Lesbian Training 2 (2006)
- Lessons in Love (2006)
- Longing for Him (2006)
- Naked and Famous (2006)
- Pussy Worship 2 (2006)
- Rebelle Rousers (2006)
- Sex Therapy 1 (2006)
- Sex Therapy 2 (2006)
- Skater Girl Fever (2006)
- Slave Dolls 2 (2006)
- Slumber Party 20 (2006)
- Strap-On Club 1 (2006)
- Violation of Cindy Crawford (2006)
- Violation of Tory Lane (2006)
- Whoregasm (2006)
- Bitch Blow Me 1 (2007)
- Bitches (2007)
- Boundaries 1 (2007)
- By Appointment Only 3 (2007)
- By Appointment Only 6 (2007)
- Chemistry 2 (2007)
- Colors (2007)
- Confessions of the Heart (2007)
- Diary of a Nanny 2 (2007)
- Entering Nautica Thorn (2007)
- Flawless (2007)
- Fuck Me in the Bathroom 1 (2007)
- Happy? (2007)
- Hard Bluff (2007)
- Kayden's First Time (2007)
- Killer Desire (2007)
- Killer Klub Girlz (2007)
- Limo Patrol 3 (2007)
- Look Who's Watching (2007)
- Make Up (2007)
- My Space 1 (2007)
- Off the Hook (2007)
- Pay or Play (2007)
- Porn Fidelity 10 (2007)
- Pussy Tales 2 (2007)
- Rapture in Blue (2007)
- Revelations (2007)
- Savanna's Been Blackmaled (2007)
- Sex Addicts 3 (2007)
- Sex To Die For (2007)
- Sophia Santi: Juice (2007)
- Speakeasy (II) (2007)
- Stood Up (2007)
- Sunshine Highway (2007)
- Tantric Sex Secrets (2007)
- Tied, Tickled, Fucked! (2007)
- Triple Ecstasy (2007)
- V Word (2007)
- Violation of Alicia Angel (2007)
- Violation of Chelsie Rae (2007)
- Violation of Trina Michaels (2007)
- Voluptuous Life (2007)
- Where There's Smoke (2007)
- All Alone 4 (2008)
- All Lubed Up (2008)
- Annette Schwarz Is Slutwoman 2 (2008)
- Barefoot Confidential 52 (2008)
- Belladonna: Manhandled 3 (2008)
- Belladonna's Cock Pigs 1 (2008)
- Belladonna's Evil Pink 4 (2008)
- Belladonna's Fucking Girls 6 (2008)
- Belladonna's Odd Jobs 4 (2008)
- Bitchcraft 2 (2008)
- Bitchcraft 5 (2008)
- Blindfold (2008)
- Boundaries 5 (2008)
- Bree and Kayden (2008)
- Candy 69 (2008)
- Darling Teen Sluts 1 (2008)
- Deeper 9 (2008)
- Finger Licking Good 6 (2008)
- Foot Soldiers 1: The Stomping Grounds (2008)
- Girl Train 1 (2008)
- Hairy Movie (2008)
- Her First Lesbian Sex 13 (2008)
- Hospital (2008)
- In Pursuit of Pleasure (2008)
- Intense Desires (2008)
- Intimate Invitation 10 (2008)
- Jack's Big Ass Show 7 (2008)
- Kissing Game 1 (2008)
- Last Rose (2008)
- Love Sounds (2008)
- Miles From Needles (2008)
- Morphine (2008)
- Perils of Paulina (2008)
- Perverse (2008)
- Picturesque (2008)
- Shooting Savanna (2008)
- Sweat 4 (2008)
- Sweet Spot (2008)
- Uninhibited (2008)
- We Suck 1 (2008)
- Young Hollywood (2008)
- All About Me 4 (2009)
- Banging Bitches (2009)
- Belladonna: Fetish Fanatic 7 (2009)
- Belladonna's Party of Feet 1 (2009)
- Belladonna's Toy Box (2009)
- Big Wet Asses 15 (2009)
- By Appointment Only 9 (2009)
- Content (2009)
- Double Tapped (2009)
- Face Invaders 4 (2009)
- Fishnets 10 (2009)
- Fleshed Out (2009)
- Fuck Face (2009)
- Girls Girls Girls 2 (2009)
- Hardcore Circus (2009)
- I Love It Rough 4 (2009)
- In the Butt 2 (2009)
- Jenna Haze: Nymphomaniac (2009)
- Just Tease 1 (2009)
- Live in my Secrets (2009)
- Mandy Candy (2009)
- Manuel Ferrara Unleashed (2009)
- Model House (2009)
- Nostalgia (2009)
- Popporn: The Guide to Making Fuck (2009)
- Pubic Enemy (2009)
- Sex Files: A Dark XXX Parody (2009)
- Sophia Santi: Belle (2009)
- Sophia Santi: Erotique (2009)
- Violated (2009)
- Alice (2010)
- America's Next Top Body (2010)
- Awakening to Love (2010)
- Batman XXX: A Porn Parody (2010)
- Beautiful Stranger (2010)
- Big Lebowski: A XXX Parody (2010)
- Bludreams 2 (2010)
- CFNM Secret 5 (2010)
- Condemned (2010)
- Contessa's Chateau of Pleasure (2010)
- Cvrbongirl (2010)
- Downtown Girls 2 (2010)
- Face Fucking Inc. 8 (2010)
- Field of Schemes 7 (2010)
- Filthy Anal Girls (2010)
- Fox Holes 2 (2010)
- Hot Bush 2 (2010)
- Hot Bush 3 (2010)
- How To Be A Ladies Man (2010)
- I Like To Watch (2010)
- Lesbian Deception (2010)
- Lost (2010)
- Mean Bitches POV 3 (2010)
- My Own Master (2010)
- My Sister's Hot Friend 20 (2010)
- Official Californication Parody (2010)
- Pin-up Girls 1 (2010)
- Private World Cup: Footballers' Wives (2010)
- Rachel Starr Is Badass (2010)
- Self Service Sex 1 (2010)
- Sex Files 2: A Dark XXX Parody (2010)
- Supertail and the Evil Wang (2010)
- This Ain't Star Trek XXX 2: The Butterfly Effect (2010)
- Twilight Zone Porn Parody (2010)
- Ass Bandits (2011)
- Belladonna's Party of Feet 3 (2011)
- Belladonna's Spontaneass (2011)
- Bobbi's World (2011)
- Bound Gang Bangs 14671 (2011)
- Boundaries 7 (2011)
- Bush 1 (2011)
- Buttface (2011)
- Cherry 2 (2011)
- Dirty Panties (2011)
- Elastic Assholes 9 (2011)
- Everything Butt 11753 (2011)
- Femdom Ass Worship 10 (2011)
- Gallery for Sex (2011)
- Horizon (2011)
- Katy Pervy: The XXX Parody (2011)
- Kimberly Kane's Been Blackmaled (2011)
- Librarians (2011)
- Little Part of Me (2011)
- Lost And Found (2011)
- Love Is A Dangerous Game (2011)
- Mean Bitches POV 4 (2011)
- Men in Pain 5649 (2011)
- Men in Pain 6041 (2011)
- My Wife's Hot Friend 11 (2011)
- Nina Hartley's Pussy Party (2011)
- Official Hogan Knows Best Parody (2011)
- Official Vagina Monologues Parody (2011)
- Rezervoir Doggs (2011)
- Sex World (2011)
- Star Trek The Next Generation: A XXX Parody (2011)
- Taboo Tramps (2011)
- Vicarious: So Close You Can Taste It (2011)
- Vivid's 102 Cum Shots (2011)
- Allie Haze's Been Blackmaled (2012)
- Anal Threesomes (2012)
- Big Cocks Go Deep 1 (2012)
- Big Night Sticks Little White Chicks 4 (2012)
- Bound Gang Bangs 15913 (2012)
- Breaking Bad XXX: A Sweet Mess Films Parody (2012)
- Classic TV Superfuckers (2012)
- Couples Seeking Teens 10 (2012)
- Diary of Love: A XXX Romance (2012)
- Femdom Ass Worship 17 (2012)
- Foot Worship 23844 (2012)
- Gape Gang (2012)
- Girl Train 2 (2012)
- Horny Hairy Girls 45 (2012)
- Interracial Cuckold Surprise 2 (2012)
- Jessica Drake's Guide to Wicked Sex: Anal Play for Men (2012)
- Kiss Me Lick Me Fuck Me (2012)
- Kissing Girls 4 (2012)
- Legendary Lesbians (2012)
- Milk Nymphos 3 (2012)
- Occupy My Ass (2012)
- Official Hangover Parody (2012)
- Pussy Eating Pros (2012)
- Spit (2012)
- Star Wars XXX: A Porn Parody (2012)
- This Ain't The Expendables XXX (2012)
- What A Nice Ass (2012)
- Adult Insider 9 (2013)
- Anal Frenzy 2 (2013)
- Anal Queens (2013)
- Boundaries 8 (2013)
- dailybush (2013)
- Devil on a Chain (2013)
- Elastic Assholes 11 (2013)
- Exhibitionist (2013)
- Facesitting Tales (2013)
- General Goes All In (2013)
- I Survived A Rodney Blast 4 (2013)
- Lesbian Office Seductions 9 (2013)
- Lush 4 (2013)
- Man of Steel XXX: An Axel Braun Parody (2013)
- MILF and Honey 23 (2013)
- MILF and Honey 25 (2013)
- My First Sex Teacher 34 (2013)
- Orgy University (2013)
- Stepmother 9 (2013)
- This Ain't Die Hard XXX (2013)
- Thor XXX: An Axel Braun Parody (2013)
- Tory Lane: Cock Star (2013)
- Viewer Discretion Is Advised (2013)
- White Mommas 4 (2013)
- Wonder Woman XXX: An Axel Braun Parody (2013)
- Suicide Dolls (2014)
- Young Sinners (2014)

### Regista
- Naked and Famous (2006)
- Triple Ecstasy (2007)
- Morphine (2008)
- Live in my Secrets (2009)
- Mandy Candy (2009)
- Beautiful Stranger (2010)
- My Own Master (2010)
- Kimberly Kane's Been Blackmaled (2011)
- Allie Haze's Been Blackmaled (2012)
- Boundaries 8 (2013)
- Devil on a Chain (2013)
- Orgy University (2013)